# Козорезенко, Пётр Петрович (младший)
Пётр Петрович Козорезенко (младший) (род. 31 августа 1976 года) — российский художник, реставратор, член-корреспондент РАХ (2021).

## Биография
Родился 31 августа 1976 года, живёт и работает в Москве.
В 2000 году — окончил МГХПУ имени С. Г. Строганова.
С 2004 года — член-корреспондент Международной академии наук педагогического образования.
С 2012 года — академик Международной академии культуры и искусства.
В 2012 году — избран почётным членом, а в 2021 году — избран членом-корреспондентом Российской академии художеств от Отделения дизайна.
Заместитель председателя Молодёжного объединения ТСХ России (1995), председатель секции реставрация (2002).
Заведующий кафедрой «Искусство графики», профессор МГХПА имени С. Г. Строганова; заместитель директора Академии искусств «Строгановские традиции» (2018).

### Семья
- отец — советский, российский художник Пётр Петрович Козорезенко (старший) (род. 1953).

## Творческая деятельность
Автор графической серии «Города России» (2000).
Автор нескольких монографий о советских художниках.
Лауреат и участник международных, всесоюзных, республиканских, московских выставок.

## Награды
- Заслуженный художник Российской Федерации (2009)[1]